# Melanophryniscus krauczuki
Espèce
Statut de conservation UICN

 DD  : Données insuffisantes
Melanophryniscus krauczuki est une espèce d'amphibiens de la famille des Bufonidae.

## Répartition
Cette espèce se rencontre à environ 165 m d'altitude dans le sud de la province de Misiones en Argentine et dans le département d'Itapúa au Paraguay.

## Étymologie
Cette espèce est nommée en l'honneur d'Ernesto Krauczuk.

## Publication originale
- Baldo & Basso, 2004 : A New Species of Melanophryniscus Gallardo, 1961 (Anura: Bufonidae), with Comments on the Species of the Genus Reported for Misiones, Northeastern Argentina. Journal of Herpetology, vol. 38, no 3, p. 393-403.